# Bashir Abdel Samad
 Bashir Abdel Samad, en árabe: بشير عبد الصمد‎ (Tükh, 20 de agosto de 1966-19 de octubre de 2023) fue un futbolista egipcio, se desempeñaba como delantero.

## Carrera como jugador
Jugó en el Ismaily SC, equipo con el que fue máximo goleador de la temporada 1993-94 de la liga egipcia, con 15 goles, empatado con su compatriota Ahmed El-Kass del El-Olympi. Con el Ismaily ganó una copa y una liga egipcias.

## Selección nacional
Abdel Samad jugó con la selección nacional de Egipto en la Copa Africana de Naciones de 1994.

### Participaciones internacionales
| Año                            | Sede  | Resultado        |
| ------------------------------ | ----- | ---------------- |
| Copa Africana de Naciones 1994 | Túnez | Cuartos de final |

## Clubes
| Club       | País   | Año       |
| ---------- | ------ | --------- |
| Ismaily SC | Egipto | 1990-1999 |

## Palmarés

### Copas nacionales
| Título         | Equipo  | País   | Año       |
| -------------- | ------- | ------ | --------- |
| Liga egipcia   | Zamalek | Egipto | 1990-1991 |
| Copa de Egipto | Zamalek | Egipto | 1996-1997 |

### Distinciones individuales
| Distinción                          | Año       |
| ----------------------------------- | --------- |
| Máximo goleador de la liga egipcia. | 1993-1994 |